# Magnesio
El magnesio es el elemento químico de símbolo Mg y número atómico 12. Su masa atómica es de 24,305 u. Es el octavo elemento en abundancia en el orden del porcentaje de la corteza terrestre y el tercero más abundante disuelto en el agua de mar. El ion de magnesio es esencial para todas las células vivas. El metal puro no se encuentra en la naturaleza. Una vez producido a partir de las sales de magnesio, este metal alcalino-térreo es utilizado como un elemento de aleación.
En el cosmos, el magnesio se produce en grandes estrellas envejecidas por la adición secuencial de tres núcleos de helio a un núcleo de carbono. Cuando estas estrellas explotan como supernovas, gran parte del magnesio es expulsado al medio interestelar, donde puede reciclarse en nuevos sistemas estelares. El magnesio es el octavo elemento más abundante en la corteza terrestre y el cuarto elemento más común en la Tierra (después del hierro, el oxígeno y el silicio), constituye el 13 % de la masa del planeta y una gran fracción del manto del planeta. Es el tercer elemento más abundante disuelto en el agua de mar, tras el sodio y el cloro.
Este elemento es el undécimo más abundante por masa en el cuerpo humano y es esencial para todas las células y unas 300 enzimas. Los iones de magnesio interactúan con compuestos de polifosfato como el ATP, el ADN y el ARN. Cientos de enzimas necesitan iones de magnesio para funcionar. Los compuestos de magnesio se utilizan medicinalmente como laxantes y antiácidos comunes (como la leche de magnesia), y para estabilizar la excitación nerviosa anormal o el espasmo de los vasos sanguíneos en afecciones como la eclampsia.

## Historia
El nombre  magnesio se origina de la palabra griega para una región de Tesalia, la Prefectura de Magnesia. Está relacionado con la magnetita y el manganeso, que también tienen su origen en el área, y requirieron diferenciación como sustancias separadas. (Véase manganeso).
En 1618, un granjero de Epsom, Inglaterra, trató de dar a sus vacas agua de un pozo que había allí. Las vacas se negaron a beber por el sabor amargo del agua, pero el granjero notó que el agua parecía curar los rasguños y las erupciones cutáneas. La sustancia se hizo conocida como sales de Epsom y su fama se extendió. Con el tiempo fue reconocido como sulfato de magnesio hidratado, MgSO
4·7 H
2O. El escocés  Joseph Black reconoció el magnesio como un elemento químico en 1755.
El metal en sí fue producido por primera vez por sir Humphry Davy en Inglaterra en 1808. Utilizó la electrólisis de una mezcla de magnesia (hoy conocida como periclasa,  es decir óxido de magnesio en estado mineral) y de óxido mercúrico. Antoine Bussy lo preparó en forma coherente en 1831.

## Características principales

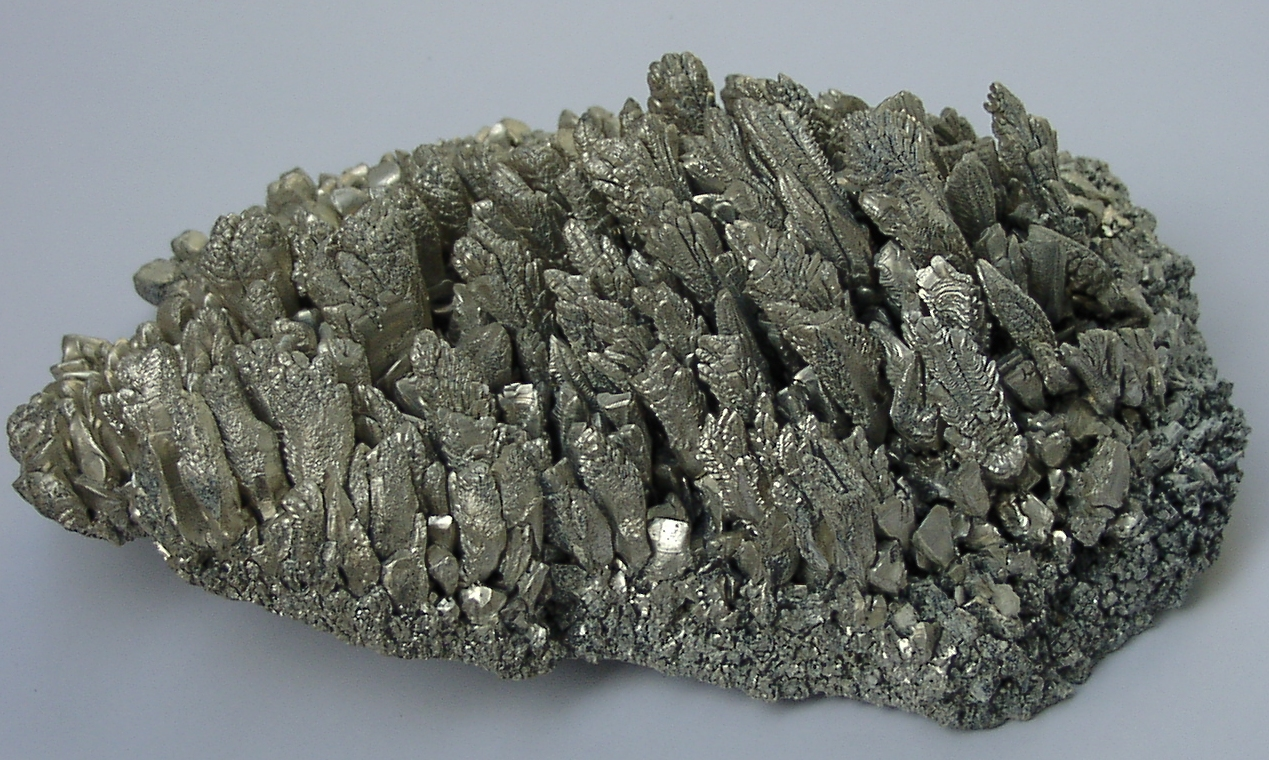
Cristales de magnesio

### Características físicas
El magnesio no se encuentra en la naturaleza en estado libre (como metal), sino que forma parte de numerosos compuestos, en su mayoría óxidos y sales; es insoluble. El magnesio es un metal liviano, medianamente fuerte, color blanco plateado. En contacto con el aire se vuelve menos lustroso, aunque a diferencia de otros metales alcalinos no necesita ser almacenado en ambientes libres de oxígeno, ya que está protegido por una fina capa de óxido, la cual es bastante impermeable y difícil de sacar.
Como su vecino inferior de la tabla periódica, el calcio, el magnesio reacciona con agua a temperatura ambiente, aunque mucho más lentamente. Cuando se sumerge en agua, en la superficie del metal se forman pequeñas burbujas de hidrógeno, pero si es pulverizado reacciona más rápidamente.
El magnesio también reacciona con ácido clorhídrico (HCl) produciendo calor e hidrógeno, que se libera al ambiente en forma de burbujas. A altas temperaturas la reacción ocurre aún más rápido.
En química orgánica es un metal ampliamente empleado al ser necesario para la síntesis de reactivos de Grignard.
El magnesio es un metal altamente inflamable, que entra en combustión fácilmente cuando se encuentra en forma de virutas o polvo, mientras que en forma de masa sólida es menos inflamable. Una vez encendido es difícil de apagar, ya que reacciona tanto con el nitrógeno presente en el aire (formando nitruro de magnesio) como con el dióxido de carbono (formando óxido de magnesio y carbono). Al arder en aire, el magnesio produce una llama blanca muy intensa incandescente, la cual fue muy utilizada en los comienzos de la fotografía. En ese tiempo se usaba el polvo de magnesio como la fuente de iluminación (polvo de flash). Más tarde, se usarían tiras de magnesio en bulbos de flash eléctricos.
El magnesio policristalino puro es frágil y se fractura fácilmente a lo largo de bandas de cizallamiento. Se vuelve mucho más maleable cuando se alea con pequeñas cantidades de otros metales, como un 1 % de aluminio. La maleabilidad del magnesio policristalino también puede mejorarse significativamente reduciendo su tamaño de grano a aproximadamente 1 micra o menos.

### Características químicas
La reacción directa del magnesio con aire u oxígeno a presión ambiente sólo forma el óxido «normal» MgO. Sin embargo, este óxido puede combinarse con peróxido de hidrógeno para formar peróxido de magnesio, MgO2, y a baja temperatura el peróxido puede reaccionar además con ozono para formar superóxido de magnesio Mg(O2)2.
El magnesio reacciona con el agua a temperatura ambiente, aunque lo hace mucho más lentamente que el calcio, un metal similar del grupo 2. Cuando se sumerge en agua, se forman burbujas de hidrógeno lentamente en la superficie del metal; esta reacción ocurre mucho más rápidamente con el magnesio en polvo. La reacción también se produce más rápidamente con temperaturas más altas. La reacción reversible del magnesio con el agua puede aprovecharse para almacenar energía y hacer funcionar un motor basado en magnesio. El magnesio también reacciona exotérmicamente con la mayoría de los ácidos como el ácido clorhídrico (HCl), produciendo cloruro de magnesio y gas hidrógeno, de forma similar a la reacción del HCl con el aluminio, el zinc y muchos otros metales.

## Aplicaciones

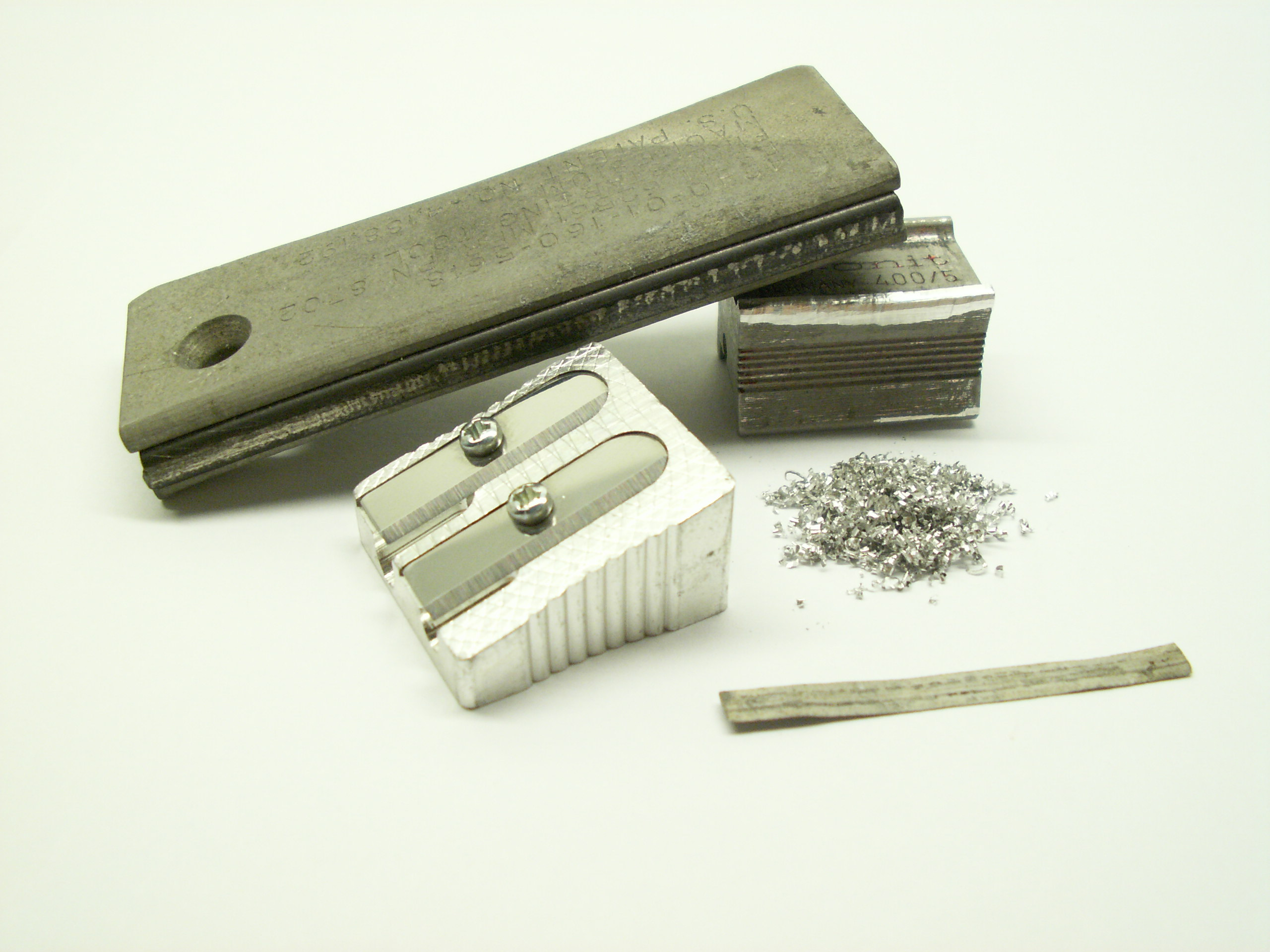
Objetos que contienen magnesio.

Los compuestos de magnesio, principalmente su óxido, se usan como material refractario en hornos para la producción de hierro y acero, metales no férreos, cristal y cemento, así como en agricultura e industrias químicas y de construcción.
El uso principal del metal es como elemento de aleación del aluminio, empleándose las aleaciones aluminio-magnesio en envases de bebidas. Las aleaciones de magnesio, especialmente magnesio-aluminio, se emplean en componentes de automóviles, como llantas, y en maquinaria diversa.
Otros usos son:
- Aditivo en propelentes convencionales.
- Obtención de fundición nodular (hierro-silicio-Mg) ya que es un agente esferoidizante/nodulizante del grafito.
- Agente reductor en la obtención de uranio y otros metales a partir de sus sales.
- El hidróxido (leche de magnesia), el cloruro, el sulfato (sales Epsom) y el citrato se emplean en medicina.
- El polvo de carbonato de magnesio (MgCO3) es utilizado por los atletas como gimnastas y levantadores de peso para mejorar el agarre de los objetos. Es por este motivo prácticamente imprescindible en la escalada de dificultad para secar el sudor de manos y dedos del escalador y mejorar la adherencia a la roca. Se lleva en una bolsa colgada de la cintura.
- Otros usos incluyen flashes fotográficos, pirotecnia y bombas incendiarias, debido a la luz que despide su combustión.

## Abundancia y obtención

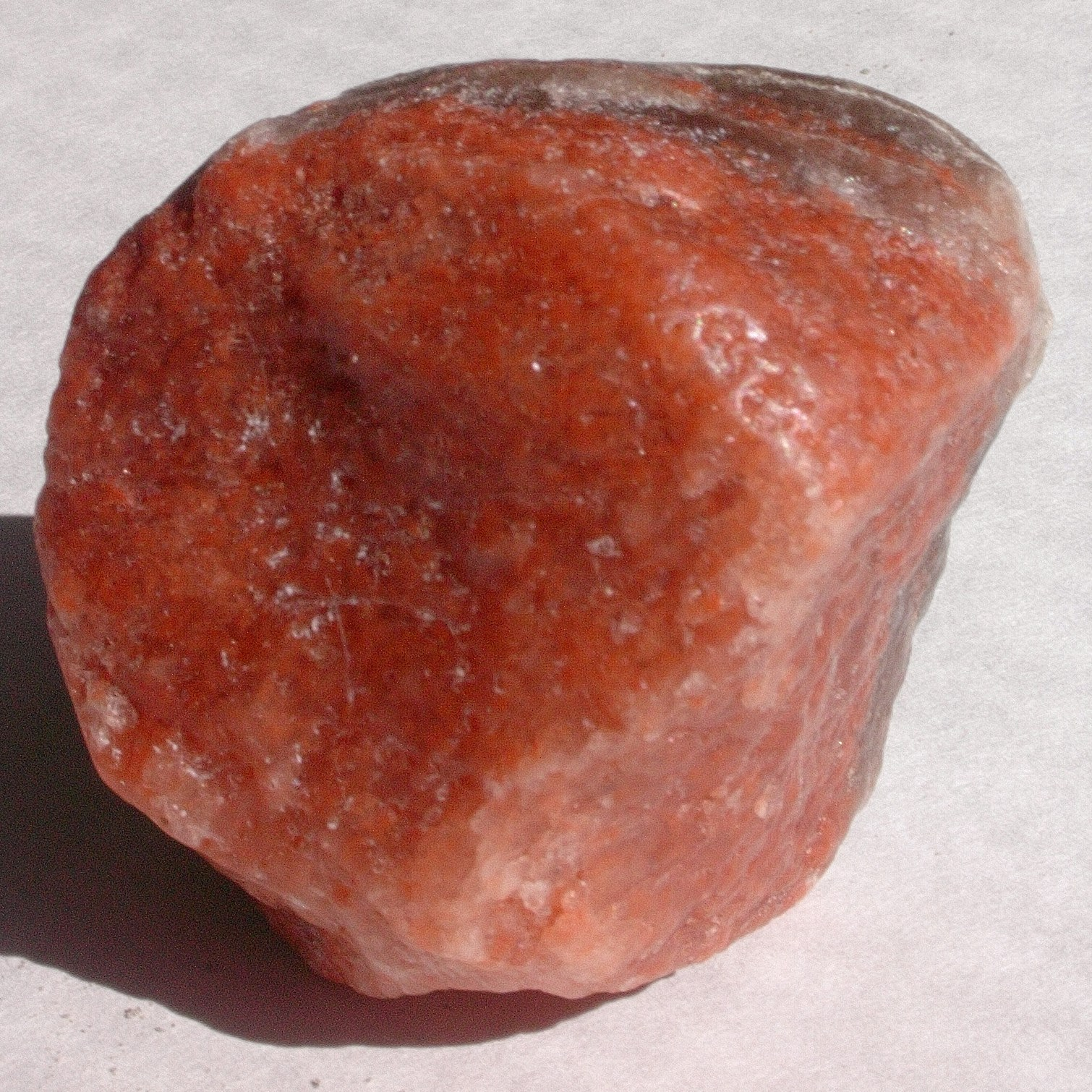
Carnalita

El magnesio es el octavo elemento más abundante en la corteza terrestre, sin embargo no se encuentra libre, aunque entra en la composición de más de 60 minerales, siendo los más importantes industrialmente los depósitos de dolomía, dolomita, magnesita, brucita, carnalita y olivino.
En Estados Unidos el metal se obtiene principalmente por electrólisis del cloruro de magnesio, método que ya empleaba Robert Bunsen, obtenido de salmueras y agua de mar.

## Isótopos
El magnesio-26 es un isótopo estable que se emplea en la datación radiométrica, al igual que el Al-26, del que es hijo. En las CAI (inclusiones ricas en calcio y aluminio) de algunos meteoritos, los objetos más antiguos del sistema solar, se han encontrado cantidades de Mg-26 mayores de las esperadas que se atribuyen al decaimiento del Al-26. Estos objetos, cuando se han desprendido en etapas tempranas de la formación de los planetas y asteroides no han sufrido los procesos geológicos que hacen desaparecer las estructuras condríticas (formadas a partir de las inclusiones) y por tanto guardan información acerca de la edad del sistema solar.
En los estudios se compararon las tasas de Mg-26/Mg-24 y Al-27/Mg-24, para determinar así, de manera indirecta, la relación Al-26/Al-27 inicial de la muestra en el momento en que ésta se separó de las regiones de polvo de la nébula presolar a partir de la que se formó nuestro sistema solar.

## Precauciones
El magnesio en forma pulverizada es extremadamente inflamable. En contacto con el aire y calor reacciona rápidamente. Este también es el caso con ácidos, que al reaccionar con el magnesio producen hidrógeno, por lo que debe manipularse con precaución. El fuego, de producirse, no se deberá intentar apagar con agua, deberá usarse arena seca, cloruro de sodio o extintores de clase D.

## Función biológica
El magnesio es importante para la vida, tanto animal como vegetal. La clorofila, que interviene en la fotosíntesis, es una sustancia compleja de porfirina-magnesio.
El magnesio es un elemento químico esencial para el ser humano; la mayor parte del magnesio se encuentra en los huesos y sus iones desempeñan papeles de importancia en la actividad de muchas coenzimas y en reacciones que dependen del ATP. También ejerce un papel estructural, ya que el ion de Mg2+ tiene una función estabilizadora de la estructura de cadenas de ADN y ARN. Interviene en la formación de neurotransmisores y neuromoduladores, repolarización de las neuronas, relajación muscular (siendo muy importante su acción en el músculo cardíaco). La pérdida de magnesio se debe a diversas causas. El magnesio que se encuentra en la célula es liberado al torrente sanguíneo, en donde posteriormente es eliminado por la orina y/o las heces fecales. A mayor estrés, mayor es la pérdida de magnesio en el organismo. En función del peso y la altura, la cantidad diaria recomendada es de 300-350 mg, cantidad que puede obtenerse fácilmente ya que se encuentra en la mayoría de los alimentos, siendo las semillas las más ricas en magnesio como el cacao, las almendras, harina de soja, cacahuetes, judías blancas, legumbres, avellanas, nueces y las hojas verdes de las hortalizas.

## Nutrición

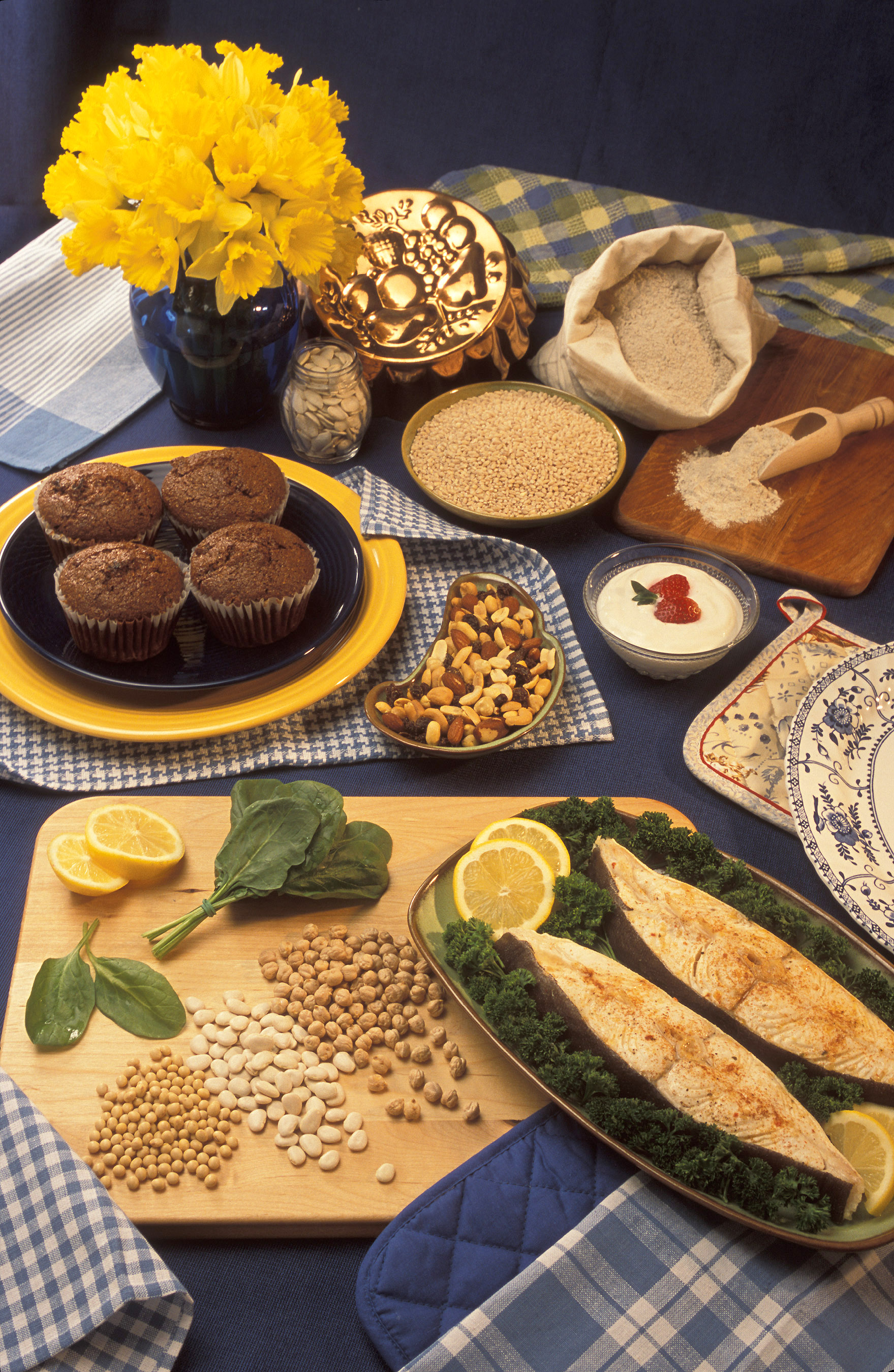
Alimentos ricos en magnesio.

### Alimentos donde se encuentra
- En frutos secos: girasol, sésamo, almendras, pistacho, avellanas y nueces.
- Entre los cereales: germen de trigo, levadura, mijo, arroz, trigo y avena.
- En legumbres: soya, alubias, habas, garbanzos y lentejas.
- En el chocolate negro.
- Y en los germinados: ya que la clorofila contiene magnesio.

De lo que comemos solo del 30-40 % es absorbido por nuestro cuerpo y depositado en el intestino delgado.

### Beneficios del magnesio para nuestro organismo
Se ha comprobado que el magnesio es eficaz para el tratamiento de
- La dispepsia —acidez o “estómago ácido”—, utilizado como antiácido. Suele utilizarse el hidróxido de magnesio por su rapidez.
- La prevención y tratamiento en la deficiencia de magnesio, y afecciones relacionadas.
- Laxante para el estreñimiento o preparación del intestino para intervenciones quirúrgicas o pruebas diagnósticas.

Es probable su eficacia para el tratamiento de
- Preeclampsia y eclampsia —enfermedades que ocurren durante el embarazo—. El magnesio se administra por vía intravenosa (VI) o inyección.
- Torsade de pointes —un tipo de latido irregular del corazón—. El magnesio se administra por vía intravenosa (VI).

### Síntomas de la carencia de magnesio
La insuficiencia de magnesio es poco común y sus síntomas son: demasiada excitabilidad, debilidad muscular, somnolencia, irritabilidad, fatiga, entre otros. Esta deficiencia puede aparecer en personas que padecen alcoholismo o que absorben poco magnesio debido a causas como quemaduras, ciertos medicamentos (algunos diuréticos y antibióticos), niveles sanguíneos bajos de calcio o problemas para absorber los nutrientes desde el tubo digestivo, lo que se conoce como mala absorción. El calcio puede interferir en la absorción de magnesio en las personas con alto riesgo de deficiencia de magnesio, por lo que para estas personas se recomienda consumir calcio antes de acostarse en lugar de hacerlo durante las comidas, así como aumentar el consumo de vitamina D.

## Usos en medicina
El hidróxido de magnesio, Mg(OH)2 es comúnmente utilizado como antiácido o como laxante. Se obtiene al mezclar óxido de magnesio con agua:
El magnesio se utiliza para tratar problemas digestivos asociados al tránsito intestinal, como el síndrome del intestino irritable. Este es el caso de algunas estaciones termales (como la de Châtelguyon), con aguas muy ricas en magnesio y que proponen tratamientos digestivos, urinarios y antiestrés.
En caso de osteoporosis es muy importante la ingesta de magnesio y calcio, administrar magnesio por la noche induce al sueño, asimismo es recomendado cuando existe hipertensión.
Contra el blefaroespasmo tomado como suplemento de cloruro de magnesio resulta ser efectivo en algunos casos.
A las personas con insuficiencia renal se les recomienda su consumo bajo supervisión médica. Mejora el efecto vasodilatador coronario en pacientes que utilizan bloqueantes cálcicos.